# Ulana Krawczenko
Ulana Krawczenko (ukr. Уляна Кравченко, właśc. Julia Schneider; ur. 18 kwietnia 1860 w Mikołajowie, zm. 31 marca 1947 w Przemyślu) – ukraińska pisarka, aktywistka ukraińskiego ruchu kobiecego, pierwsza poetka z zachodniej Ukrainy, której prace stały się popularne.

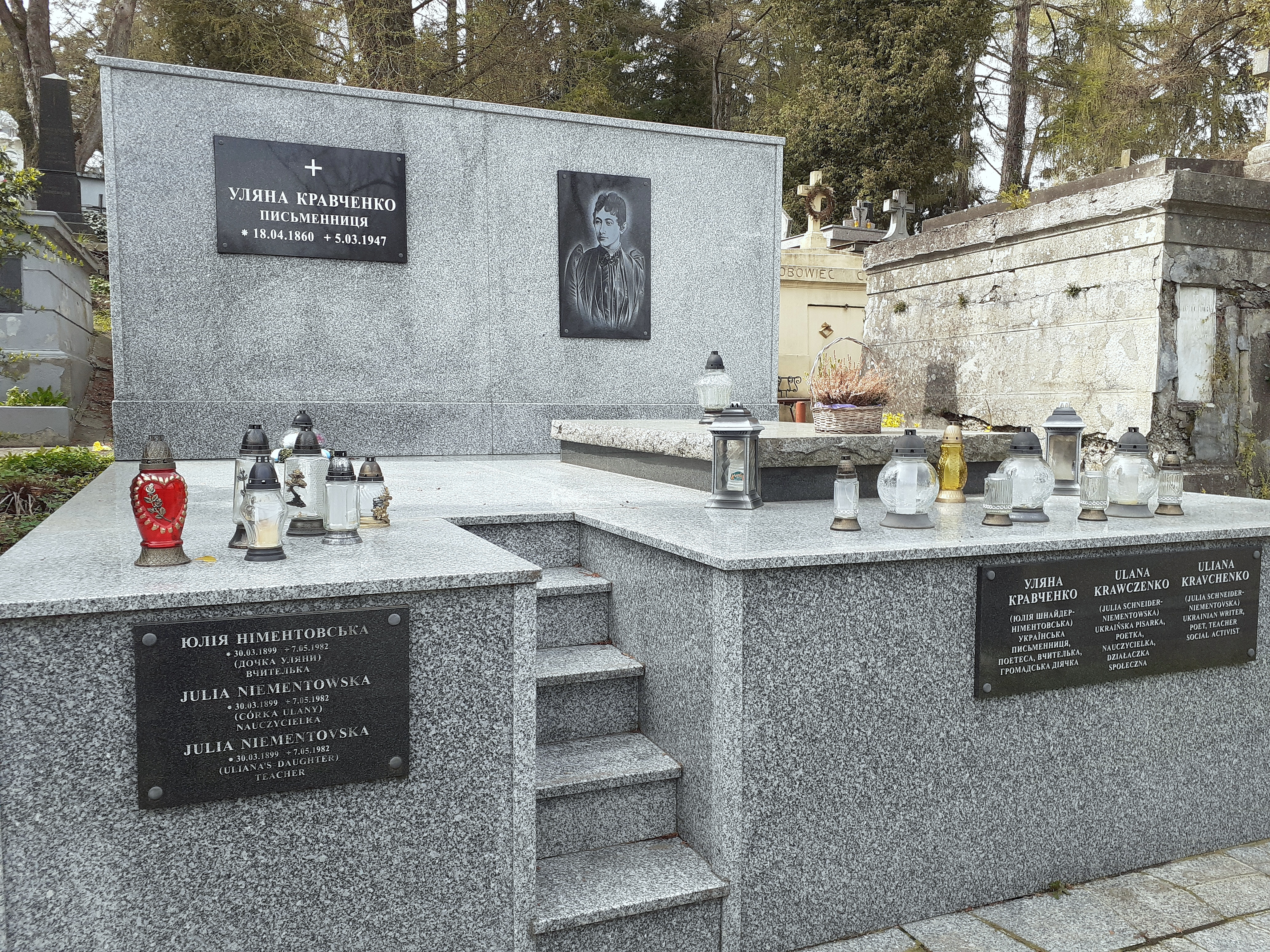
Grobowiec Ulany Krawczenko i Julii Nementowskiej na cmentarzu Głównym w Przemyślu.

## Życiorys
Ulana Krawczenko (pseudonim literacki Julii Schneider) urodziła się w rodzinie urzędnika państwowego. Jej ojciec, Julius Schneider, był komisarzem powiatu drohobyckiego w Żydaczowie; miał poglądy monarchiczne i w wolnym czasie pisał wiersze na tematy polityczne, które publikował w piśmie Zoria Hałyćka. Zmarł, gdy Ulana miała dziesięć lat. Jego brat, Antin Schneider, był jednym z najwybitniejszych lokalnych historyków galicyjskich. Matka Ulany – Julia Łopuszańska – była córką księdza greckokatolickiego.
Początkową edukację pisarka otrzymała w domu. Następnie studiowała we Lwowskim Seminarium Nauczycielskim (1877–1881). Po jego ukończeniu Ulana Krawczenko pracowała jako nauczycielka przez trzy lata (1881-1884) w mieście Bóbrka, w obecnym rejonie lwowskim. Następnie uczyła w szkołach wiejskich w Galicji: najdłużej (przez 32 lata) pracowała w szkole we wsi Solec (obecnie część miasta Stebnik). W tym czasie zaczęła także działać na rzecz kobiet i dzieci.
W życiu prywatnym nawiązała znajomość i przyjaźń z wybitnym ukraińskim poetą Iwanem Franką, który wspierał jej talent, umieszczając utwory w druku i korespondując z poetką. W 1920 przeniosła się na stałe do Przemyśla.
W 1941 zaangażowała się społecznie, zostając członkinią Miejskiej Rady Narodowej w Przemyślu.
Jej synem był malarz i poeta piszący po polsku, Jerzy Niementowski. Jej córką była Julia Niementowska (1899-1982), nauczycielka.
Została pochowana na cmentarzu Głównym w Przemyślu.

## Twórczość literacka
Pierwsze wiersze Ulany zostały opublikowane w 1883 w czasopiśmie Zoria. W 1885 ukazał się debiutancki zbiór poezji Prima vera, pierwszy w Galicji napisany przez Ukrainkę.
W 1891, w wydawnictwie Literacko-Naukowej Biblioteki, ukazał się tomik jej wierszy pt. Nowym szlakiem. W 1921 wydała samodzielnie zbiór poezji dla dzieci pt. Przylaszczki oraz poezje dla  młodzieży pt. W drogę. W 1923 ukazało się opowiadanie pt. Głos serca, a rok później - kolejny tom wierszy dla młodzieży pt. Łabędzi śpiew.
Wiersze drukowane w różnych czasopismach w okresie 1884- 1914, zostały zebrane i wydane w 1929 w Kołomyi w tomie pt. W życiu jest coś. W tym samym roku wyszedł tomik pt. Na wyzwoleńczym szlaku. Dwa lata później kolejny: pt. Dla niej wszystko. Tom z 1932 pt. Szeleszcz  nam, barwineczku poświęcony jest pamięci matki Ulany Krawczenko. W 1933 ukazują się wiersze w zbiorze pt. Moje kwiaty. Z kolei formy prozatorskie ukazały się w 1934 w zbiorze pt. Zamiast autobiografii. Rok później także ukazuje się tom prozy pt. Wspomnienia nauczycielki. Również w 1935 kolejny tom poetycki, pt. Caritas, trafił do czytelników.

## Upamiętnienie
Na jej cześć w Bóbrce wzniesiono pomnik i otwarto szkołę ogólnokształcącą, w której jest sala muzealna. W Bóbrce znajdują się również trzy tablice pamiątkowe poświęcone osobie Ulany Krawczenko.
W 2005 w przemyskim Zespole Szkół Ogólnokształcących nr 2, odbył się pierwszy Konkurs  Recytatorski im. Ulany  Krawczenko, który przerodził się w wydarzenie cykliczne.
W 2013, trakcie obchodów 80. rocznicy Wielkiego Głodu, wiersze Krawczenko odczytywano podczas Drogi Krzyżowej grekokatolików zebranych w Głotowie.